# Осока редкоцветковая
Осо́ка редкоцветковая (лат. Cárex rariflora) — вид травянистых растений рода Осока (Carex) семейства Осоковые (Cyperaceae).

## Ботаническое описание
Корневищный геофит и гелофит. Корневище длинное, тонкое, ползучее, ветвистое. Растение образует рыхлую разреженную дерновину. Стебли прямые, высотой 10—30 см, довольно крепкие, тупо трехгранные, гладкие. При основании с тёмно-пурпуровыми или буроватыми безлистными влагалищами. Листья сизовато-зелёные, жестковатые, короче стеблей, плоские, шириной 1—2 мм, длиннозаостренные, по краям шероховатые.
Соцветие 3—6 см длиной из 2—4 несколько расставленных колосков. Верхний колосок мужской, прямостоячий, линейно-продолговатый или веретеновидный длиною 1—2 см и 3—4 мм шириной, с яйцевидными тёмнобурыми наверху, округлыми, шиповатыми чешуями. Остальные колоски женские, продолговато-эллептические 0,8—1,5 см длиной и 3—4 мм шириной, рыхлые, с немногочисленными цветками, на длинных тонких, отклонённых или поникающих ножках.

## Распространение и экология
Встречается в тунтровой зоне и северной части лесной зоны, горнотундровом и альпийских поясах северного полушария, на юг доходит до Сахалина и Северной Японии.
Растёт по мочажинам на сфагновых грядово-мочажинных болотах, сырых моховых и мохово-лишайниковых тундрах.

## Значение и применение
Верхушки листьев поедаются северным оленем (Rangifer tarandus) весной и в начале лета, позже не поедаются. Зимой стравливается из-под снега. Крупный рогатый скот поедает только весной, козой поедается плохо. Гуси весной поедают молодые листья.

## Таксономия
Впервые, в 1803 году, растение было описано Валенбергом как подвид осоки топяной (Carex limosa). Через десять лет в „Английской ботанике“ Смит повысил ранг растения до уровня вида, в котором таксон и остается признанным в современной ботанической номенклатуре.
Carex rariflora (Wahlenb.) Sm., English Botany: t. 2516 (1813)  

### Синонимы
Homotypic
- Carex limosa subsp. rariflora Wahlenb.basionym, Kongl. Vetensk. Acad. Nya Handl. 24: 162 (1803)
- Carex limosa var. rariflora (Wahlenb.) Wahlenb., Fl. Lapponica: 242 (1812)
- Trasus rariflorus (Wahlenb.) Gray, Nat. Arr. Brit. Pl. 2: 68 (1821 publ. 1822)
- Carex limosa var. rariflora (Wahlenb.) Wahlenb., Fl. Suecica 2: 609 (1826)

Heterotypic
- Carex rariflora f. elata Holmb., Bot. Not. 1929: 222 (1929)